# 23040 Латам
23040 Латам (23040 Latham) — астероїд головного поясу, відкритий 6 грудня 1999 року.
Тіссеранів параметр щодо Юпітера — 3,337.